# Вечната Аделайн
„Вечната Аделайн“ (на английски: The Age of Adaline) е американски епичен романтичен фентъзи филм, режисиран от Лий Толанд Кригър и сценаристи Дж. Милс Гудлой и Салвадор Пасковиц. Участват Блейк Лайвли, Мишел Хюсман, Кати Бейкър, Аманда Крю, Харисън Форд и Елън Бърстин. Филмът излиза на 24 април 2015 г. 